# Takashi Uchino
Takashi Uchino (内野 貴志 Uchino Takashi?, nacido el 15 de febrero de 1988 en Ōtsu, Shiga) es un exfutbolista japonés que se desempeñaba como defensa.

## Trayectoria

### Clubes
| Club               | País  | Año         |
| ------------------ | ----- | ----------- |
| Kyoto Sanga FC     | Japón | 2011 - 2014 |
| AC Nagano Parceiro | Japón | 2015 - 2019 |
| Reilac Shiga FC    | Japón | 2020-2022   |

## Estadística de carrera

### J. League
| Club               | Año   | J. League | J. League | Copa J. League | Copa J. League | Total | Total |
| Club               | Año   | Part.     | Goles     | Part.          | Goles          | Part. | Goles |
| ------------------ | ----- | --------- | --------- | -------------- | -------------- | ----- | ----- |
| Kyoto Sanga FC     | 2011  | 20        | 0         | -              | -              | 20    | 0     |
| Kyoto Sanga FC     | 2012  | 3         | 0         | -              | -              | 3     | 0     |
| Kyoto Sanga FC     | 2013  | 3         | 0         | -              | -              | 3     | 0     |
| Kyoto Sanga FC     | 2014  | 8         | 1         | -              | -              | 8     | 1     |
| AC Nagano Parceiro | 2015  | 33        | 1         | -              | -              | 33    | 1     |
| AC Nagano Parceiro | 2016  | 19        | 2         | -              | -              | 19    | 2     |
| AC Nagano Parceiro | 2017  | 10        | 0         | -              | -              | 10    | 0     |
| Total              | Total | 96        | 4         | 0              | 0              | 96    | 4     |